# ارزفون
ارزفون، روستایی است از توابع بخش کلیجان‌رستاق شهرستان ساری در استان مازندران ایران.

## جمعیت
این روستا در دهستان کلیجان‌رستاق علیا قرار داشته و براساس آخرین سرشماری مرکز آمار ایران که در سال ۱۳۹۵ صورت گرفته، جمعیت آن ۲۶۸نفر (۱۰۵خانوار) بوده‌است. اکثر ساکنین دامدار بوده که هنگام ییلاق و قشلاق دام ها این مکان را پیدا کرده و در اینجا سکنی گذیدند. اقوام این روستا می توان به خاندان اسماعیلی ، قنبری  ،عبدی ، یعقوبی ،سلیمانی ، میرجانی، اسدپور ، عابدی  ، محسنی  و... سکونت دارند

## مناظر
مناظر دیدنی روستای ارزفون دریاچه گد اُندون و جنگل هایی با درختان افرا, ممرز , انجیلی , توسکا , ملچ , مازو(بلوط) و دریاچه پسکوت و رودخانه سالار دره ,شالیزار ها هستند